# 施普林格
施普林格（德語：Springe，發音：[ˈʃpʁɪŋə] ⓘ）是德国下萨克森州汉诺威地区的城市，面积160.12平方千米，2023年12月31日人口为29,258人。

## 友好城市
施普林格与以下城市结为友好城市：
- 法國 尼奥尔
- 德国 米里茨湖畔瓦伦